# Lorus Milne
Pour les articles homonymes, voir Milne.
Lorus Johnson Milne, né en 1910 et mort en 1987, est un zoologiste et auteur canadien. Marié à Margery Joane Greene, il est coauteur, avec son épouse, de livres, articles et photographies.

## Biographie
Il obtint un doctorat de l'université Harvard en 1936. C'est durant un séminaire d'été à la Woods Hole Oceanographic Institution qu'il rencontra Margery Greene, alors professeur de biologie à l'université Théodore Roosevelt.
Après leur mariage en 1939, il devint professeur à l'université de Southwestern au Texas, puis rejoignit l'université de Pennsylvanie cinq ans plus tard pour se rapprocher de son épouse. Parallèlement le couple commença sa carrière d'auteur et photographe animalier. En 1947, Lorus Milne fut engagé par l'Université du Vermont et en 1948 par celle du New Hampshire en tant que professeur de zoologie.

## Œuvres
- Balance of Nature (L’Équilibre de la Nature)
- A World alive
- Animal in Man
- Arena of Life
- Because of a Flower
- Cougar doesn't live here anymore
- Gifts from the Sky